# Schaetzel-Lyon House
La Schaetzel-Lyon House est une maison de Sioux Falls, dans le Dakota du Sud, aux États-Unis. Construite en 1881, déplacée en 1904 puis à nouveau en 1988, elle est inscrite au South Dakota State Register of Historic Places depuis juillet 1994.